# Hospital Tycoon
Hospital Tycoon es un juego de simulación económica desarrollado por Deep Red Games y publicitado por Codemasters.
El jugador deberá administrar un hospital bastante disparatado teniendo como componentes a los empleados, viendo las necesidades de los pacientes para los diferentes tratamientos y a medida que va progresando puede adquirir nuevos equipos para curar mayor cantidad de enfermedades.
Además del modo Historia tiene el modo Sandbox o Cajón de Arena que permite dirigir un hospital libremente.

## Recepción en los medios
Hospital Tycoon es conocido como el reemplazo Theme Hospital (ya que se lanza al mercado diez años después del antes mencionado) por intentar la misma idea de gestionar un hospital desde el sentido más humorístico posible con el agregado de realismo de los personajes al estilo Sims y para mostrar su apariencia alocada ya en la portada del juego tiene un aire a la serie Scrubs.
Cuando surge la comparación con Theme Hospital recalcan la pérdida de gran parte de su capacidad financiera como el pedir un préstamo, administrar las horas laborales o elegir qué se va a investigar.

## El juego
En este juego uno se deberá concentrarse en los personajes, el hospital y sus adquisiciones mobiliarias y la construcción de nuevos consultorios. Con unos controles para el manejo bastante sencillos.
Antes de comenzar el juego en modo historia veremos una parodia a las series de televisión de hospitales (al estilo ER) que contará una parte por cada capítulo que se avance en el juego. Cabe destacar que este inicio se hará desde cero ya que se tendrá una estructura edilicia completamente vacía contratando recepcionistas, médicos de diagnóstico hasta la farmacia del hospital.
En los personajes se destacan sus relaciones sociales mostradas con cuatro categorías: maldad, sociabilidad, diversión y amor.
En cuanto a las enfermedades todas están basadas en el humor, entre ellas "Locura de Mono", "Zombosis por estrés" o "Pedorritis".